# Me‘arot Pa‘amon
Me‘arot Pa‘amon (hebreiska: מערות פעמון) är en grotta i Israel.   Den ligger i distriktet Jerusalem, i den centrala delen av landet. Me‘arot Pa‘amon ligger 259 meter över havet.
Terrängen runt Me‘arot Pa‘amon är lite kuperad.Runt Me‘arot Pa‘amon är det mycket tätbefolkat, med 1 411 invånare per kvadratkilometer. Närmaste större samhälle är Bet Shemesh, 9,1 km nordost om Me‘arot Pa‘amon. Trakten runt Me‘arot Pa‘amon består till största delen av jordbruksmark.